# Корно Гранде
Корно Гранде (на италиански: Corno Grande, тоест „голям рог“) е най-високият връх на Апенинските планини в Италия. Издига се в масива Гран Сасо д'Италия на 2912 м, приблизително в средата им, в т. нар. Абруцийски Апенини. Той е най-високият връх и на Апенинския полуостров. Върхът е много внушителен от източна страна, където склоновете му се спускат до 500 м – следователно относителната му височина е забележителните 2400 м. Той има три връхни точки: Вета Оксидентале (2912 м), Вета Ориентале (2908 м) и Вета Сентрале (2893 м). За разлика от повечето други върхове в планината Корно Гранде е скалист и с алпийски вид, очевидно оформен под въздействието на ледници през последния ледников период. И днес от северната му страна стои малкият ледник Калдероне – най-южният в Европа. Изграден е предимно от варовици и неслучайно е наричан „каменното сърце на Италия“ или „спящият гигант“.
Върхът се покорява най-лесно от южната страна, от хижата Кампо Императоре (2128 м). Оттук маршрутът е обозначен съвсем ясно и се преминава за 3 – 3,5 часа. През лятото районът се изпълва с хора – хиляди туристи се появяват в подножието, за да го изкачат. По-малко се използва северната пътека, въпреки че там е пуснат кабинков лифт, който изкачва желаещите до местността Мадонина, на повече от 2000 м. височина. По-трудно, но и по-вълнуващо е изкачването на Вета Ориентале. Като продължителност е същото, но има повече скали и технически трудности. Малко по-на север се намира връх Пиколо (2655 м) – най-трудният за покоряване (само от алпинисти) в цялата планина.
Въпросът за първото изкачване на Корно Гранде е спорен, защото отстои далеч назад. Според някои сведения това е постигнато още капитан Франческо ди Марки от Болоня през 1573 г. Според други се е случило значително по-късно – чак през 1794 г. от О. Делфико.